# パンドリカが開く
「パンドリカが開く」（パンドリカがひらく、原題: The Pandorica Opens）は、イギリスのSFドラマ『ドクター・フー』の第5シリーズ第12話。2010年6月19日に BBC One で初放送された本作は、6月26日に放送された後編「ビッグバン」と二部作をなす。脚本は筆頭脚本家兼エグゼクティブ・プロデューサーのスティーヴン・モファット、監督はトビー・ヘインズが担当した。
本作ではタイムトラベラーの考古学者リヴァー・ソング（演:アレックス・キングストン）がタイムトラベラーの異星人11代目ドクター（演:マット・スミス）と彼のコンパニオンのエイミー・ポンド（演:カレン・ギラン）を西暦102年のブリタンニアに呼び出し、ストーンヘンジ地下のパンドリカと呼ばれる牢獄の存在を告げる。パンドリカは全宇宙で最も恐ろしい生物を封じているという伝説があるが、その正体はドクターのタイムマシンターディスによる時空の裂け目から宇宙を守るために敵種族の同盟が用意した対ドクター用の罠であると判明する。裂け目により宇宙から存在を抹消されていたエイミーの婚約者ローリー・ウィリアムズ（演:アーサー・ダーヴィル）も再登場するが、彼は自身の意識を植え付けられたオウトンであると明かされる。
モファットは本作を壮大で狂気的にしようと望んだ。撮影は本物のストーンヘンジとレプリカで2010年2月上旬に行われ、Upper Boat Studios 最大のセットとなる地下セットでは、ヘインズは『インディ・ジョーンズ』シリーズの音楽を流して演者たちが雰囲気に入り込めるよう手助けした。敵種族の同盟がこのような会合の形で描写されたのはシリーズ初であり、製作チームは保有する最も象徴的なモンスターたちを最高の状態で使えるようにした。イギリスでの視聴者数は757万人、Appreciation Index は88であった。批評家は肯定的で、本二部作は2011年ヒューゴー賞映像部門短編部門を受賞した。

## 連続性
第5シリーズ第1話「11番目の時間」でプリズナーゼロは「時空はひび割れた。パンドリカが開き、大いなるサイレンスが訪れる」("The universe is cracked. The Pandorica will open. Silence will fall.")とドクターに告げた。パンドリカは「肉体と石」でも次にリヴァーとドクターが会う場所として言及され、ドクターはそれを単なるおとぎ話だと否定した。リヴァーのタイムラインにおいては、「パンドリカが開く」での出来事は「天使の時間」と「肉体と石」よりも前に位置している。ターディス爆発の絵は以前に登場した複数の登場人物を介して渡ってきた。「ゴッホとドクター」でドクターと出会った後にフィンセント・ファン・ゴッホ（演:トニー・カラン）が描いたこの絵は、1941年に「ダーレクの勝利」のウィンストン・チャーチル（演:イアン・マクニース）とブレイスウェル教授（ビル・パターソン）が回収し、リヴァーが「眼下の獣」のリズ10（演:ソフィー・オコネドー）から盗み出した。繰り返し言及されるサイレンスについては、第6シリーズのサイレンスの登場をもって明かされる。

## 製作

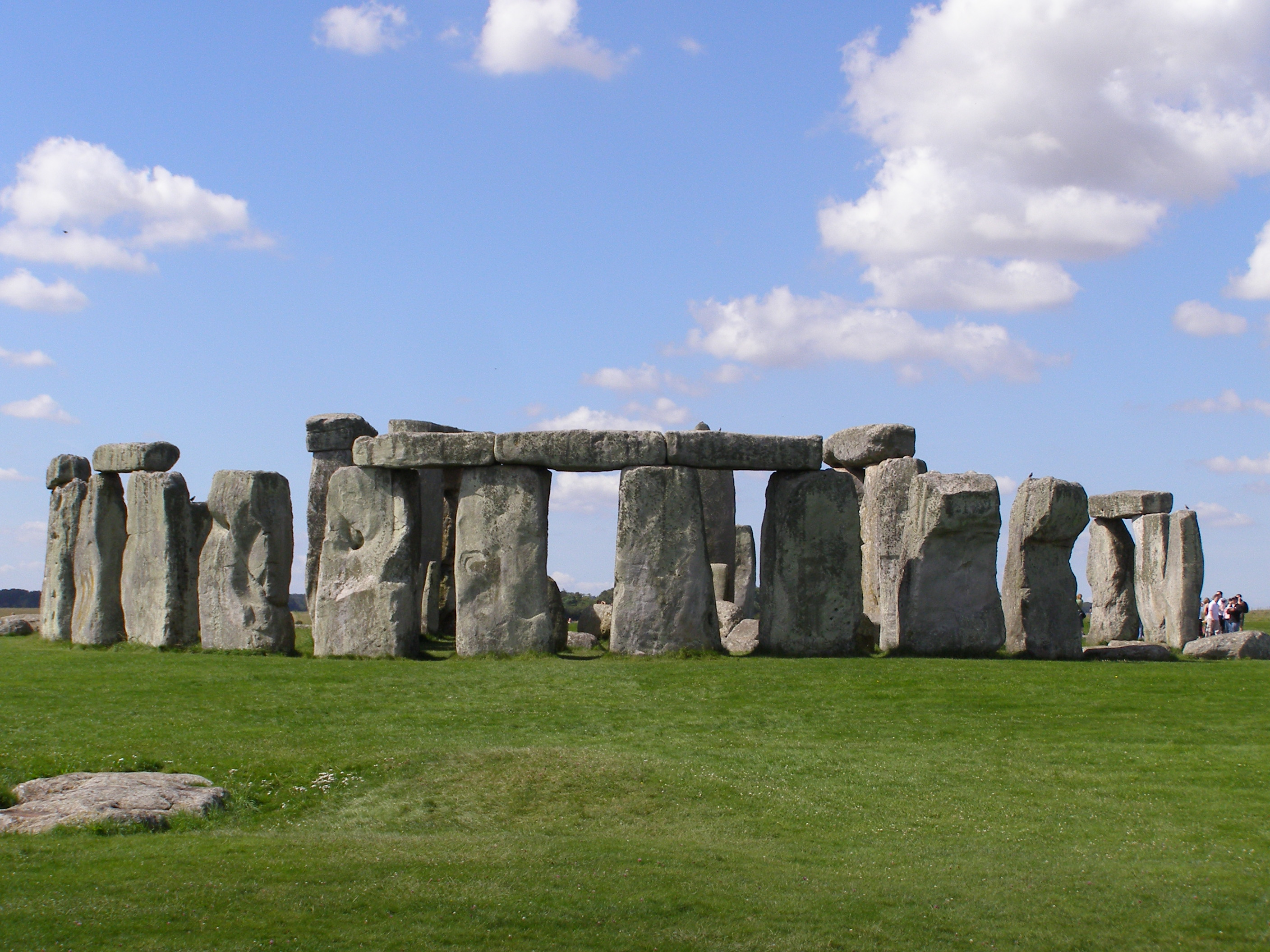
ウィルトシャーの本物のストーンヘンジで撮影されたシーンもあれば、レプリカを使って撮影されたシーンもある。

「パンドリカが開く」の台本の読み合わせは、寒波により一部キャストやスタッフの到着が予定よりも遅れ、2010年1月13日に Upper Boat Studios で行われた。撮影は「ビッグバン」と共に第6製作ブロックで行われた。リズ10が登場しているシーンは先駆けて2009年10月22日に「眼下の獣」と共にポート・タルボットのマーガム・カントリー・パークのオレンジェリーで撮影された。リヴァー・ソングの登場しているシーンは2010年2月5日に撮影された。
製作総指揮兼本作の脚本家スティーヴン・モファットは本作を壮大なものにしたいと考えていて、「レベルを上げているんだよ、僕らはそれで本当に気が狂いそうになっているんだ」と語った。フォトグラフィディレクターのステファン・パーソンは本作に映画の感覚を与えようとしてムード照明を加えた。モファットはストーンヘンジがドクターのような強力な存在が散る場所として十分なほど巨大で重要だと考え、本作の主な舞台をストーンヘンジに設定した。撮影はウィルトシャーの本物のストーンヘンジで2010年2月2日に行われた。キャストとスタッフは規制に従わなければならなかった。彼らは石に触ることと重い装置を持ち込むことを認められず、また照明も地面から投射されなくてはならなかった。彼らに撮影の余裕があったのは一夜の間だけであり、朝の1時間の撮影時間を使って日中の3分間の会話シーンが撮影された。同様の撮影に1時間半かかってしまうことから、この撮影は大変なものであることが分かった。ストーンヘンジを舞台とした残りのシーンはフォームヘンジと呼ばれるマーガム・カントリー・パークの軽いレプリカで四夜をかけて撮影された。監督のトビー・ヘインズはストーンヘンジをエスタブリッシング・ショットとして使用し、後は本物を多く映さなくても済むと考えた。異星人の宇宙船に対するドクターのスピーチは2月3日に、ローリーがエイミーを撃つシーンは2月4日に撮影された。風雨で気温が非常に低くなっていたため、撮影時はコミュニケーションに支障が出た。ヘインズはドクターのスピーチを彼にとってのポップスター的な大きな瞬間にすること、ウェンブリー・スタジアムのような広い場所で行っているかのように見えることを望んだ。
ストーンヘンジ地下のセットは Upper Boat Studios で最大であった。ヘインズは地下室が暗く物質的に見えることを望み、アート部門がクモの網と石を加えた。部屋が地下にあるため演者の顔を照らす自然光はなく、ヘインズはガスを燃料とする松明を光源にすることを決めた。当初ギランは松明を持った演技に緊張し苦戦していた。台本では『インディ・ジョーンズ』シリーズの寺院に似ていると言及されており、実際にヘインズはジョン・ウィリアムズの作曲した『レイダース/失われたアーク《聖櫃》』の音楽を流し、セットを探索する演者たちがペースを落とせるようにしていた。ヘインズは当該シーンの畏怖や部屋の幽霊のような呪われた感覚を音楽で強調できると信じ、ギランも音楽が非常に役に立ったと感じたという。
ドクターとエイミーとリヴァーが馬に乗って走るアップのシーンでは、トラックの後ろに組み立てられたサドルに演者が座って馬に乗っている演技をしつつ、土地を駆け抜ける効果を得るためにトラック自体も走行していた。ギランはこの撮影について「今までで一番おかしなこと」「確実に馬鹿みたい」と述べた。キャラクター達が本物の馬に乗っているワイドショットではスタント俳優が起用された。このシーンは2010年2月1日に撮影された。
本作の結末ではドクターの数多くの敵の同盟が登場した。構成種族にはダーレク・サイバーマン・ソンターラン・ジュドゥーン・オウトン・シコラックス・ホイクス・サイルリアン・パイロットフィッシュがいた。同盟軍は、彼らがまだ良い状態で持っていた"最高の"衣装や小道具、そして最も象徴的なモンスターで構成された。これだけ多くの敵が画面に並ぶのは番組史上初のことであった。また、本作ではエイミーとサイバーマンの戦いも描かれており、ギランはサイバーマンとの共演を心から望んでいたという。登場したサイバーマンは長きに亘ってパンドリカを守っていたため、ヘインズはその個体を錆びて軋んで古く見えるようにしたいと思い、さらにその振る舞いをフランケンシュタインの怪物になぞらえた。元々サイバーマンは片腕を切断した人が演じていたが、カメラアングルに満足しなかった製作チームは違う角度からの取り直しを決定し、今度は被切断者の都合がつかなかったため両腕のある別の俳優が演じた。解決策としてグリーンスクリーンと同じ素材で出来た緑色の袖で彼の腕を覆うという案が考案され、最終シーンは両方のショットが組み合わされた。このサイバーマンは自身がオウトンであることに気付いていないローリーに倒される。普段のローリーであればこの状況にパニックを起こすため、この展開ではローリーに何かが起きていることを意味されている。本作の終わりでローリーはネスティーン意識体による支配に屈してエイミーを撃つが、これは良い恋愛物語は悲劇で決着するというモファットの信条を反映している。

## 放送と反応
イギリスでは「パンドリカが開く」は BBC One と BBC HD のサイマル放送で2010年6月19日に初放送された。本作には次回フィナーレに続く短い予告編がなく、これは第5シリーズで初めての例であった。当夜の視聴者数の速報値はBBC One で538万人、BBC HD で49万7000人、合計で588万人であった。最終合計値は757万人で、うち BBC One が694万人、BBC HD が63万5000人であった。Appreciation Index は88で、第5シリーズにおける最高値を更新し、後に89を記録した「ビッグバン」に次いで2番目に高い記録となった。
「パンドリカが開く」は「ゴッホとドクター」や「下宿人」および「ビッグバン」と共にリージョン2のDVDとブルーレイディスクで2010年9月6日に発売された。同年11月8日には、完全版第5シリーズDVDセットとして再発売された。日本語版DVDは2014年10月3日に『ドクター・フー ニュー・ジェネレーション DVD-BOX 1』に同梱されて発売された。

### 批評家の反応
「パンドリカが開く」は肯定的にレビューされた。ガーディアン紙のダン・マーティンはシネマティックスコープとクリフハンガーを称賛し、「ショーストッパーで最も大胆だ」と評価した。視聴者がローリーの再登場をあらかじめ知っていたことも要因の1つに考えられると注意した上で、彼はローリーの復帰が重要でないプロットポイントに感じられるほど本作では数多くの出来事が起きていたと考えた。デイリー・テレグラフのギャヴィン・フラーは、同盟の結成はモファットにしてはオタク的だと考えたものの、「シリーズに間違いなく欠けていた、記憶に刺さる雄大で映画的な物語」を称賛した。また、彼はスミスについて「正しい特徴を上手く言い当てている」、終盤の暴露については「まさに衝撃的だ」と絶賛した。マーティンと同様に彼はローリーの再登場を驚くことではないとしたが、エイミーと彼の間の感動的な瞬間で上手く調理されていたと述べた。
ラジオ・タイムズのパトリック・マルケーンは本作を「『ドクター・フー』史上おそらく最も雄大で涎が出そうなエピソードだ」と評価し、4人のメイン俳優とモファットについて「サプライズを詰め込み、目の眩むようなプロットや急なペースおよび素晴らしい会話で今シーズンのパズルを纏め上げた」ことを称賛した。IGNのマット・ウェールズは本作を10点満点中9点と評価し、「傑出した瞬間を不合理なほど詰め込んでみせた」「他の二部構成の前編ほど満足できるものではないとしても、その意図的な曖昧さが手伝って美しく提供された」と称賛した。しかし、彼は「虚勢的な控えめのクリフハンガーを批判するのは難しい」とも述べたものの、スローモーションの結末が「メロドラマへの沈み込みがやや乱暴すぎた」と考えた。
SFX誌のリチャード・エドワーズは本作に5つ星のうち星5つを与え、「とても気持ちの良い捻り」と「卓越したキャラクター」およびエイミーとローリーの感動的なシーンを称賛した。彼は敵の同盟については「ありそうにない」と考えたが、シリーズの一連の流れが巧みに構築されていたため上手く機能したと述べた。Zap2itのサム・マクファーソンは本作にA+を与え、以前のシリーズのフィナーレよりも良くなっていると称賛した。また、敵の同盟が悪というよりも道を誤った存在として描かれていたことに触れ、彼は同盟も上手く物語に使用されたと考えた。The A.V. Club ケイス・フィップスは本作の結末が設定を満たせるかについて懸念を露わにしつつ、本作にA-を与えた。
「パンドリカが開く」と「ビッグバン」は2011年ヒューゴー賞映像部門短編部門を受賞し、『ドクター・フー』のエピソードでは5回目、スティーヴン・モファットのエピソードでは4度目の受賞となった。『ドクター・フー』のCGエフェクトチームThe Millは本作で王立テレビ協会のクラフト・アンド・デザイン賞を受賞した。